# Allogymnopleurus histrio
Allogymnopleurus histrio е вид насекомо от семейство Листороги бръмбари (Scarabaeidae).

## Разпространение
Видът е разпространен в Танзания.